# Leonurus
Leonurus L. 1753 è un genere di piante spermatofite dicotiledoni appartenenti alla famiglia delle Lamiaceae, dall'aspetto di piccole erbacee annuali o perenni dai tipici fiori labiati.

## Etimologia
Il nome del generie "Leonurus" deriva da due parole greche: "lewn" (= leone) e "oura" (= coda) che insieme significano "simile alla coda di un leone" (in riferimento alla pubescenza dell'infiorescenza delle specie di questo genere).
La nomenclatura scientifica di questo genere, attualmente accettato (Leonurus), è stato proposto da Linneo (Rashult, 23 maggio 1707 –Uppsala, 10 gennaio 1778), biologo e scrittore svedese, considerato il padre della moderna classificazione scientifica degli organismi viventi, nella pubblicazione Species Plantarum - 2: 584 del 1753.

## Descrizione

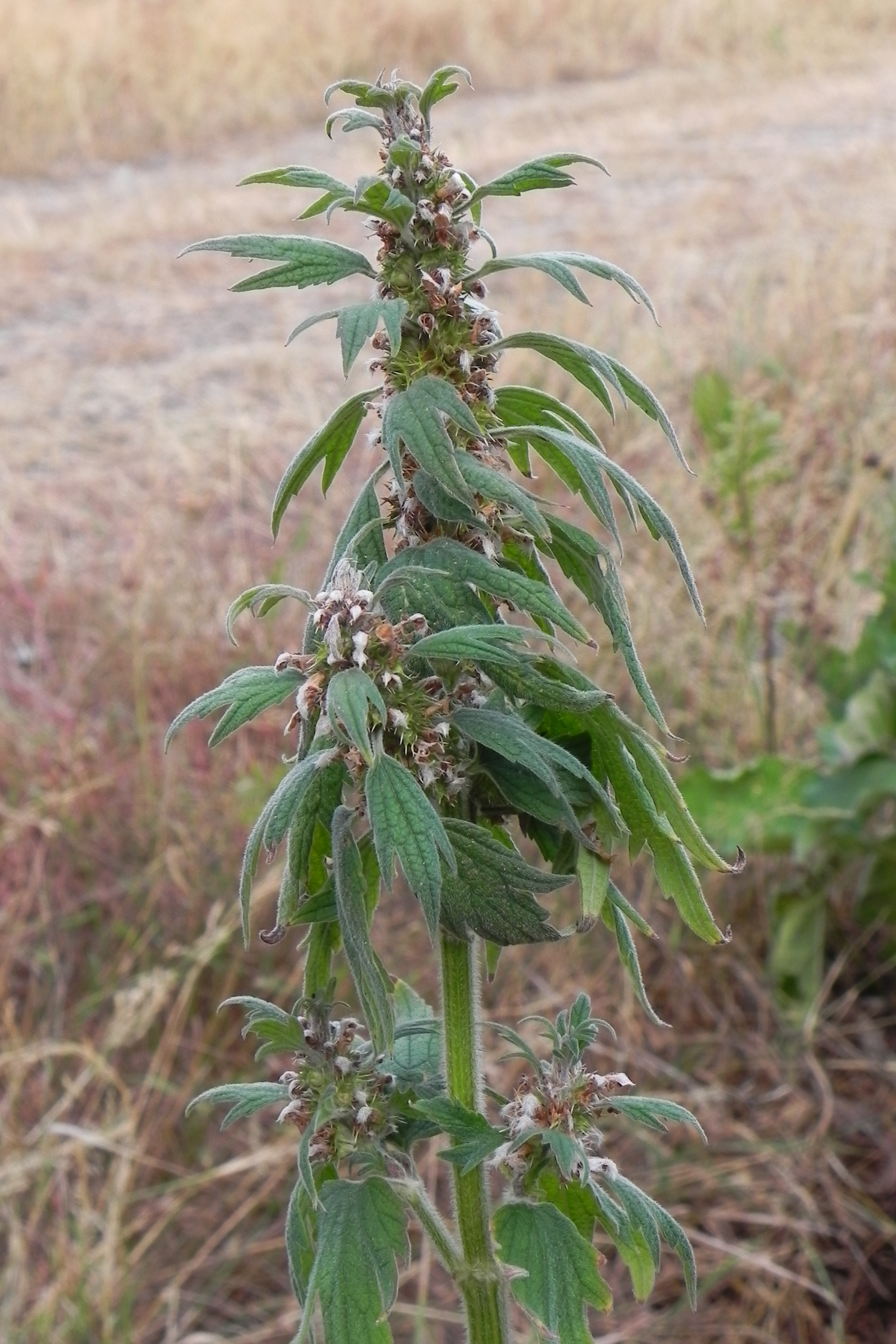
Il portamento
Leonurus cardiaca

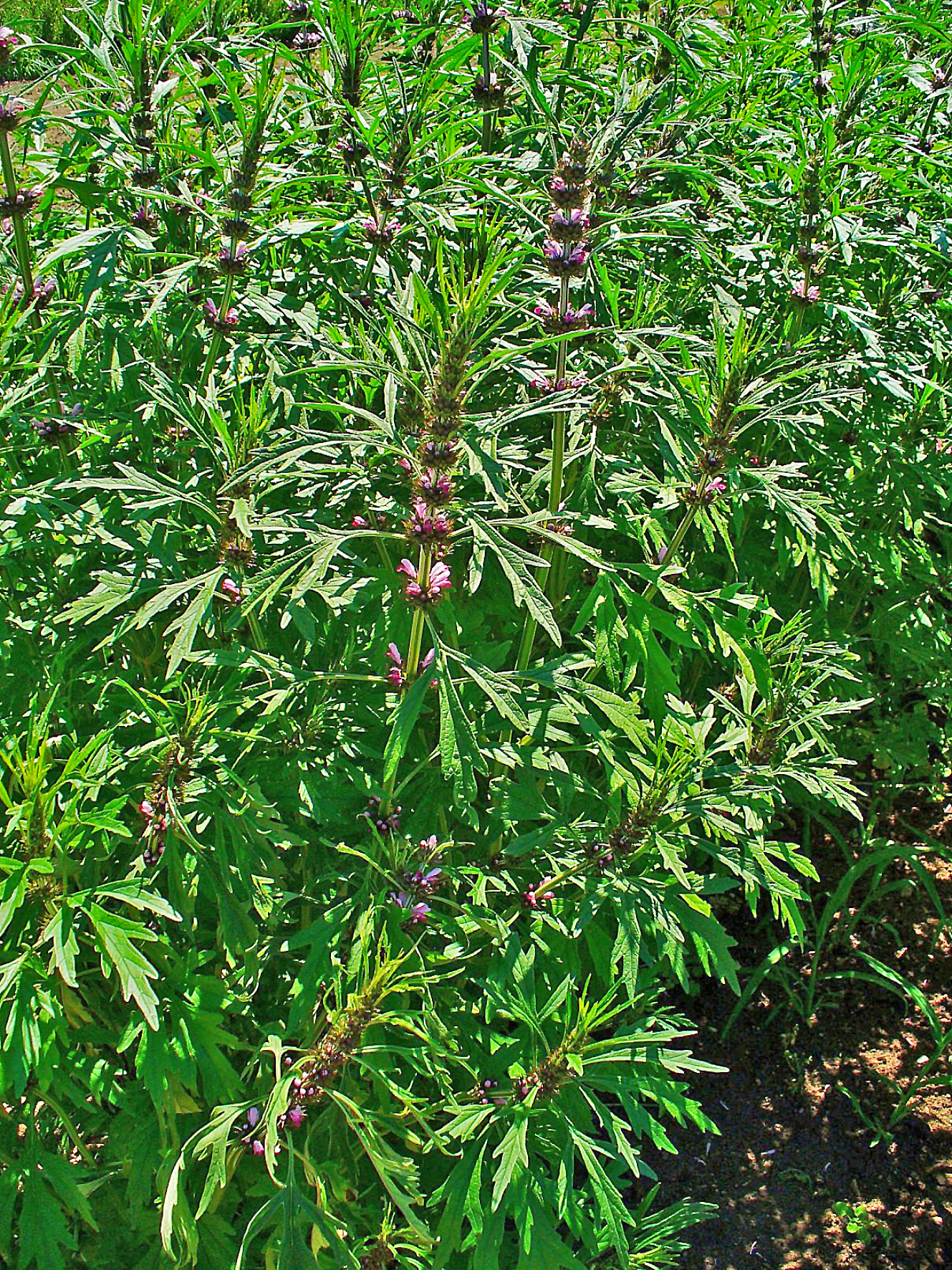
Le foglie
Leonurus sibiricus

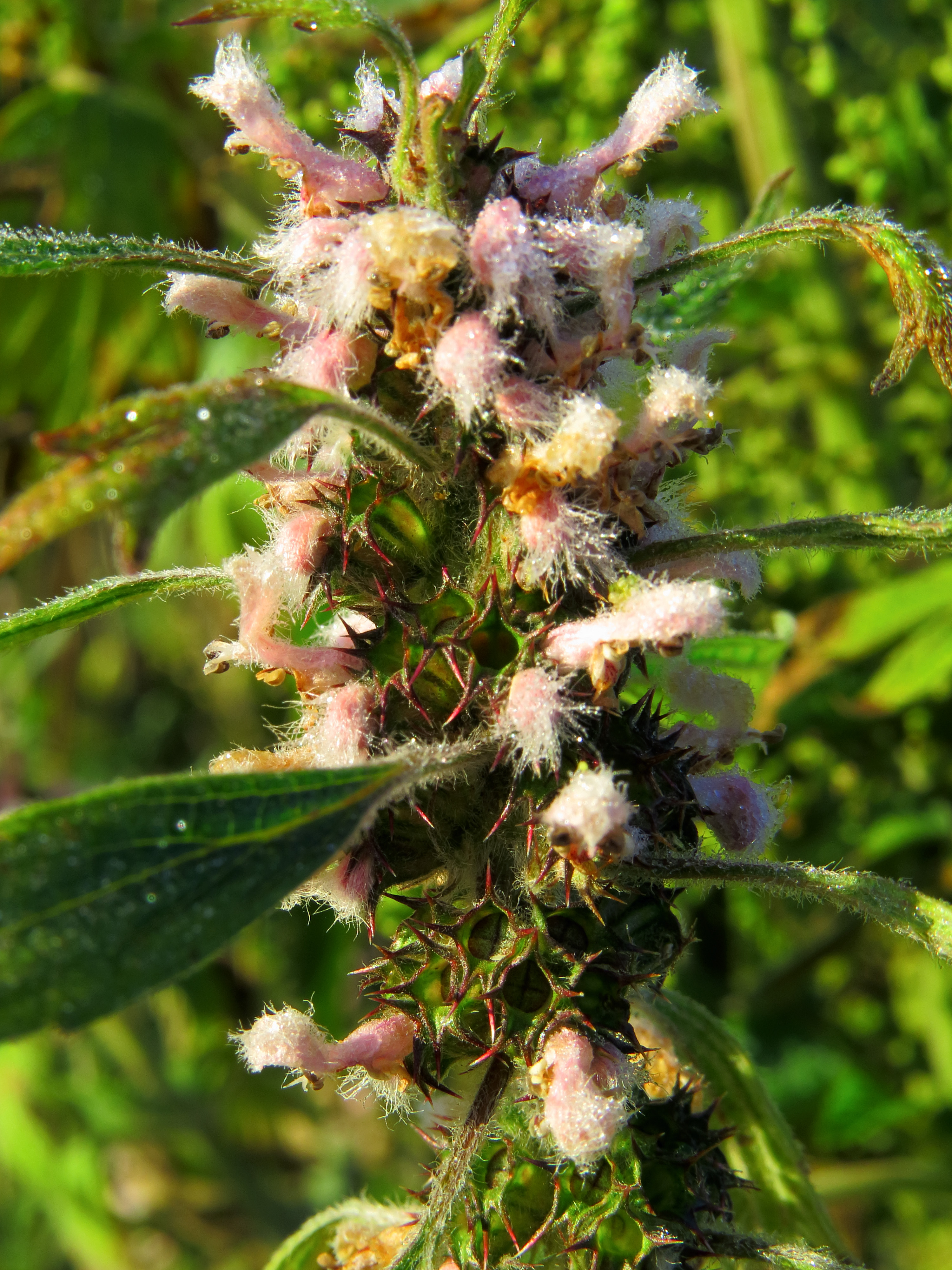
Infiorescenza
Leonurus quinquelobatus

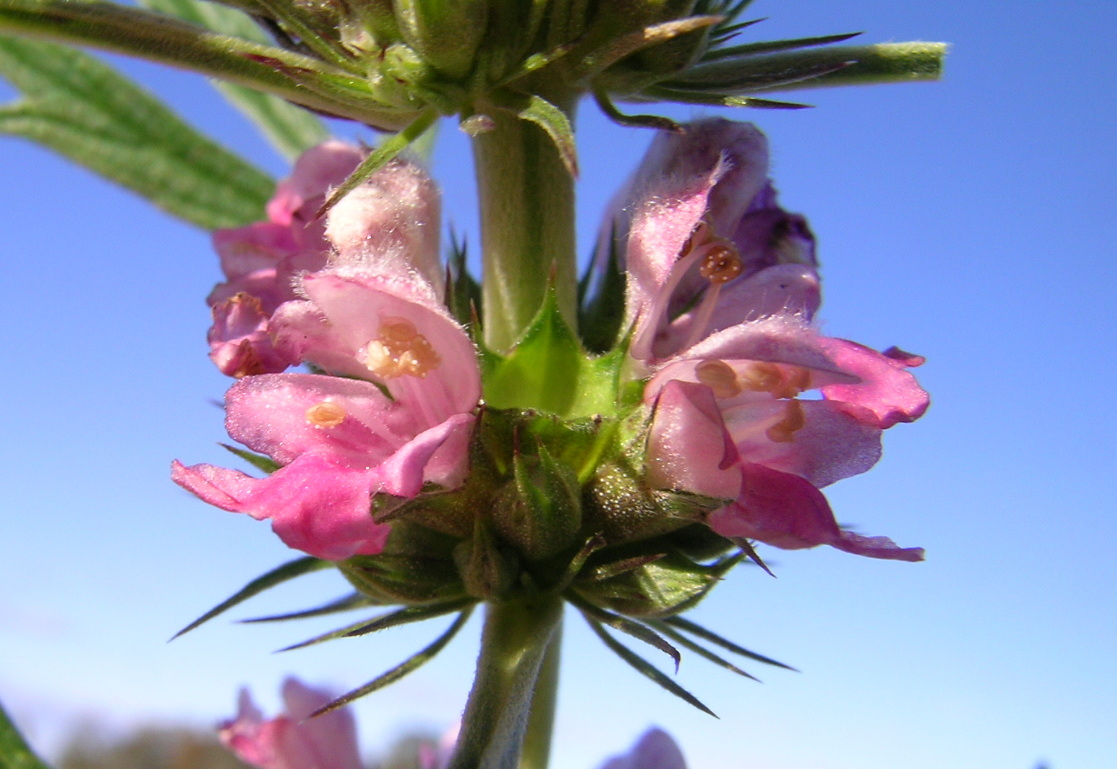
I fiori
Leonurus japonicus

Queste piante possono superare di poco il metro di altezza. La forma biologica prevalente è emicriptofita scaposa (H scap), ossia in generale sono piante erbacee, a ciclo biologico perenne, con gemme svernanti al livello del suolo e protette dalla lettiera o dalla neve e sono dotate di un asse fiorale eretto e spesso privo di foglie. Sono presenti anche specie a ciclo biologico annuale. In maggioranza l'indumento di queste piante è peloso-biancastro per peli semplici (più raramente può essere anche glabro) ed hanno un odore sgradevole (specialmente i fiori) per la presenza di oli eterei.

### Radici
Le radici sono secondarie da rizoma. I rizomi sono brevi con portamento obliquo.

### Fusto
La parte aerea del fusto è eretta, generalmente molto ramosa con cauli diritti anche duri. Il fusto ha una sezione quadrangolare a causa della presenza di fasci di collenchima posti nei quattro vertici, mentre le quattro facce sono concave.

### Foglie
Le foglie lungo il fusto sono disposte in modo opposto e sono picciolate. Normalmente le forme della lamina sono palmato-lobate o profondamente seghettate. Quelle basali sono cuoriformi con bordi irregolarmente dentato-lobati; quelle superiori sono palmatosette; alcune sono più distintamente divise in 3 - 7 lobi con profonde incisioni acute (superano la metà della lamina); quelle della sommità sono quasi intere. La superficie è subglabra con colorazione scura sulla pagina adassiale, grigio-lanosa sulla pagina abassiale e in genere è un po' rugosa e solcata. Alcune sono decidue all'antesi.

### Infiorescenza
L'infiorescenza di tipo tirsoide è portata in vari verticilli ascellari sovrapposti lungo il fusto e più o meno distanziati (spiga cimosa interrotta). Ogni verticillo è composto da più fiori sessili disposti circolarmente e poggianti su due grandi brattee fogliose (superanti di gran lunga l'infiorescenza) lievemente staccate dall'infiorescenza vera e propria ma comunque sub-sessili e acute. Le brattee del verticillo seguente sono disposte in modo alternato. Sono presenti anche delle bratteole di tipo setaceo, subulate e spinescenti. 

### Fiori
I fiori sono ermafroditi, zigomorfi (il calice è più o meno attinomorfo), tetraciclici (con i quattro verticilli fondamentali delle Angiosperme: calice– corolla – androceo – gineceo) e pentameri (calice e corolla sono formati da cinque elementi). Sono inoltre omogami (autofecondanti).
- Formula fiorale. Per questa specie la formula fiorale della famiglia è la seguente:

X, K (5), [C (2+3), A 2+2], G (2), supero, drupa, 4 nucole
- Calice: i cinque sepali del calice sono concresciuti (calice gamosepalo) in una forma tubulare-campanulata e a struttura piuttosto rigida. Il calice termina con cinque lunghi denti triangolari subulati e all'apice aristati, simili a setole spinose, divergenti (quelli superiori sono ripiegati verso l'alto o patenti) e più o meno uguali (la simmetria varia da più o meno attinomorfa a zigomorfa tendente ad un raggruppamento dei denti tipo 3/2). La superficie del calice è percorsa da alcune nervature (5 - 10) longitudinali. Il calice è persistente.
- Corolla: i cinque petali sono quasi completamente fusi (corolla gamopetala) in un'unica corolla pubescente formata da un tubo obliquo terminante da due evidenti labbra molto sviluppate derivate da 4 lobi (la struttura è: 1/3). Il labbro superiore è a forma di cappuccio ben sviluppato; in questo modo protegge gli organi di riproduzione dalle intemperie e dal sole; inoltre si presenta lanoso. Il labello (il labbro inferiore) è anch'esso ben sviluppato e piegato verso il basso per fare da base di “atterraggio” agli insetti pronubi; è inoltre trilobo. Tutta la corolla supera di poco i denti del calice. Nella maggioranza delle specie le fauci internamente sono circondate da un anello di peli (caratteristica comune a molte "labiate" che ha lo scopo di impedire l'accesso ad insetti più piccoli e non adatti all'impollinazione). Il colore della corolla è rosso, roseo, raramente bianco.
- Androceo: gli stami dell'Androceo sono quattro (didinami - due corti e due lunghi – quello mediano posteriore, il quinto stame, manca per aborto) e sono tutti fertili. Il paio posteriore è più breve, mentre l'altra copia è aderente al labbro superiore della corolla e in qualche caso sporge; tutti i filamenti sono paralleli tra di loro, sono pubescenti e sono adnati alla base della corolla. Le antere sono a deiscenza longitudinale; sono inoltre conniventi. Le teche sono poco distinte e sono divaricate. I granuli pollinici sono del tipo tricolpato o esacolpato.
- Gineceo: l'ovario del gineceo è semi-infero (quasi supero) derivato da due carpelli (ovario "sincarpico"). Inoltre ogni carpello è diviso in due parti da una falso setto divisorio, e quindi l'ovario risulta composto da quattro parti (ossia quattro ovuli) con logge a forma ovata. La placentazione è assile. Gli ovuli hanno un tegumento e sono tenuinucellati (con la nocella, stadio primordiale dell'ovulo, ridotta a poche cellule).[13] Lo stilo è semplice ed è inserito tra i carpelli alla base dell'ovario (stilo “ginobasico”). Lo stimma è bifido con lobi subuguali o ineguali. Il nettare è nascosto sotto l'ovario.

### Frutti
Il frutto è una nucula acheniforme (schizocarpo); più precisamente è una drupa (ossia una noce) con quattro semi (uno per ovulo derivato dai due carpelli divisi a metà). Questo frutto nel caso delle Lamiaceae viene chiamato “clausa”. Le quattro parti in cui si divide il frutto principale, sono ancora dei frutti (parziali) ma monospermici (un solo seme) e privi di endosperma. La forma è trigona, troncata all'apice con superficie ricoperta da peli ghiandolari e di colore marrone. I frutti si trovano all'interno del calice persistente.

## Riproduzione
- Impollinazione: l'impollinazione avviene tramite insetti (impollinazione entomogama): ditteri, imenotteri e più raramente lepidotteri.[14][15]
- Riproduzione: la fecondazione avviene fondamentalmente tramite l'impollinazione dei fiori (vedi sopra).
- Dispersione: i semi cadendo a terra (dopo essere stati trasportati per alcuni metri dal vento – disseminazione anemocora) sono successivamente dispersi soprattutto da insetti tipo formiche (disseminazione mirmecoria).[16] Per questo scopo i semi hanno una appendice oleosa (elaisomi, sostanze ricche di grassi, proteine e zuccheri) che attrae le formiche durante i loro spostamenti alla ricerca di cibo.[17]

## Distribuzione e habitat
La distribuzione di questo genere è eurasiatica (dall'Europa al Giappone). Nell'America Boreale alcune specie si sono naturalizzate. L'habitat tipico sono i luoghi rocciosi, le foreste le aree disturbate (incolti, macerie e ruderi). È assente dalle zone artiche e desertiche.
Solamente una specie di questo genere vive spontaneamente sull'arco alpino (versante italiano). La tabella seguente mette in evidenza alcuni dati relativi all'habitat, al substrato e alla distribuzione delle specie alpine.
| Specie | Comunità vegetali | Piani vegetazionali | Substrato  | pH     | Livello trofico | H2O   | Ambiente | Zona alpina                               |
| --- | ----------------- | ------------------- | ---------- | ------ | --------------- | ----- | -------- | ----------------------------------------- |
| Leonurus cardiaca | 5                 | collinare montano   | Ca - Ca/Si | basico | alto            | secco | C2       | tutto l'arco alpino, ma con discontinuità |
| Legenda e note alla tabella. Substrato con “Ca/Si” si intendono rocce di carattere intermedio (calcari silicei e simili); vengono prese in considerazione solo le zone alpine del territorio italiano (sono indicate le sigle delle province). Comunità vegetali: 5 = comunità perenni nitrofile. Ambienti: C2 = rupi, muri e ripari sotto roccia. |                   |                     |            |        |                 |       |          |                                           |

## Tassonomia
La famiglia di appartenenza del genere (Lamiaceae), molto numerosa con circa 250 generi e quasi 7000 specie, ha il principale centro di differenziazione nel bacino del Mediterraneo e sono piante per lo più xerofile (in Brasile sono presenti anche specie arboree). Per la presenza di sostanze aromatiche, molte specie di questa famiglia sono usate in cucina come condimento, in profumeria, liquoreria e farmacia. Nelle classificazioni meno recenti la famiglia Lamiaceae viene chiamata Labiatae.

### Filogenesi

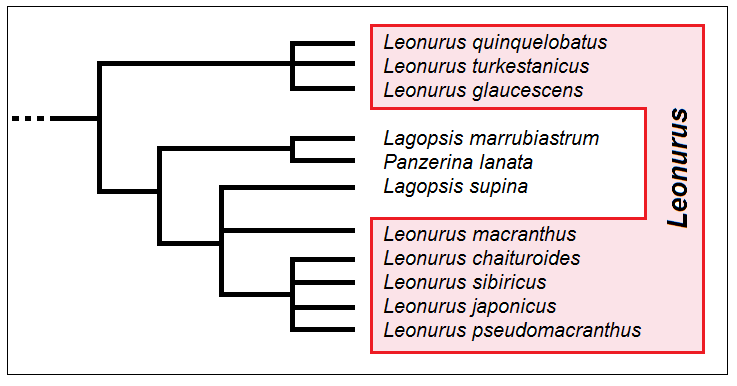
Cladogramma del genere

In base ai botanici del gruppo Angiosperm Phylogeny Group il genere di questa voce è circoscritto nella tribù Leonureae Dumort. che a sua volta è inclusa nella sottofamiglia Lamioideae.Harley. All'interno della tribù Leonurus occupa la posizione più interna. In precedenza era incluso nella tribù Stachydeae.
Il genere com'è attualmente descritto è diviso in due cladi principali (subgen. Cardiochilium e subgen Leonurus) all'interno dei quali sono nidificate alcune specie descritte in generi diversi (Lagopsis e Panzerina) risultando quindi parafiletico.
Il cladogramma a lato, tratto dallo studio citato e semplificato, dimostra la struttura interna del genere con alcune sue specie.
Il numero cromosomico delle specie di questo genere varia da 2n = 18 a 2n = 20.

#### Specie spontanee italiane
Sul territorio italiano è presente una sola specie di questo genere:
- Leonurus cardiaca L., 1753 - Cardiaca comune: l'altezza della pianta varia tra 3 - 8 dm; la forma biologica è emicriptofita scaposa (H scap); il tipo corologico è Asiatico Temperato; l'habitat tipico sono gli incolti, i ruderi, i muri, i greti dei fiumi e le concimaie; la distribuzione sul territorio italiano è relativa al Nord fino a una altitudine di 1400 m s.l.m..

#### Specie Euro-Mediterranee
In Europa e nell'areale del Mediterraneo sono presenti le seguenti specie (a parte quelle della flora spontanea italiana):
- Leonurus glaucescens Bunge, 1830 - Distribuzione: Europa orientale, Transcaucasia e Anatolia
- Leonurus persicus Boiss., 1844 - Distribuzione: Transcaucasia e Anatolia
- Leonurus quinquelobatus  Gilib., 1793 - Distribuzione: Crimea, Transcaucasia e Anatolia

#### Elenco completo delle specie
Per il genere Leonurus sono riconosciute valide le seguenti specie:
- Leonurus cardiaca L., 1753
- Leonurus chaituroides  C.Y.Wu & H.W.Li, 1985
- Leonurus deminutus  V.I.Krecz., 1949
- Leonurus glaucescens  Bunge, 1830
- Leonurus incanus  V.I.Krecz. & Kuprian., 1949
- Leonurus japonicus  Houtt., 1778
- Leonurus kuprijanoviae  Krestovsk., 1988
- Leonurus macranthus  Maxim., 1859
- Leonurus mongolicus  V.I.Krecz. & Kuprian., 1949
- Leonurus nuristanicus  Murata, 1958
- Leonurus panzerioides  Popov, 1954
- Leonurus persicus  Boiss., 1844
- Leonurus pseudomacranthus  Kitag., 1934
- Leonurus pseudopanzerioides  Krestovsk., 1988
- Leonurus pubescens  Benth., 1830
- Leonurus quinquelobatus  Gilib., 1793
- Leonurus royleanus  Benth., 1830
- Leonurus sibiricus  L., 1753
- Leonurus tataricus  L., 1753
- Leonurus tibeticus  Krestovsk., 1989
- Leonurus turkestanicus  V.I.Krecz. & Kuprian., 1949
- Leonurus urticifolius  C.Y.Wu & H.W.Li, 1977
- Leonurus villosissimus  C.Y.Wu & H.W.Li, 1977
- Leonurus wutaishanicus  C.Y.Wu & H.W.Li, 1965

### Generi simili
Queste piante, quando non sono in fase di fioritura, possono facilmente essere scambiate per un'ortica (anche se i due generi appartengono a famiglie diverse: Urticaceae è la famiglia per le “ortiche” vere). Le specie di questo genere si distinguono soprattutto per la sezione del fusto: quadrata nelle piante della famiglia Lamiaceae, circolare nelle “ortiche” vere e proprie. Mentre le foglie sono molto simili: da qui il nome comune (“Falsa ortica”), di alcune specie della famiglia, derivato da credenze antiche (un dizionario del X secolo chiama queste piante “Ortica cieca”) anche se naturalmente queste piante sono totalmente prive di peli urticanti e quindi non pungono (da qui un altro nome popolare per questo gruppo di specie: “Ortica morta”, ossia “Urtica mortua” dal testo Ortus Sanitatis del XV secolo).
Al di là di questa apparente somiglianza con le “ortiche vere”, nell'ambito della famiglia delle Lamiaceae, diversi sono i generi “vicini” (e quindi confondibili) a quello di questa voce. Qui sono elencati alcuni:
- Ballotta L. - Cimiciotta (è una pianta perenne; il calice è allargato nella metà superiore; gli stami sono paralleli; l'ovario e gli acheni sono arrotondati all'apice; lo stilo termina con due lacinie uguali)
- Galeopsis L. - Canapetta (è una pianta annua; le brattee dell'infiorescenza sono lesiniformi e pungono; la corolla è priva dell'anello interno di peli; il labbro inferiore ha due protuberanze)
- Glechoma L. - Ellera terrestre (i fusti sono striscianti; la corolla è priva dell'anello interno di peli; il labbro inferiore della corolla è piano; le brattee dell'infiorescenza sono delle normali foglie)
- Lamiastrum Fabr. - Ortica mora (sinonimo di Lamium)
- Leonurus L. - Cardiaca (la lamina delle foglie è divisa in tre lobi acuti; i lobi laterali del labbro inferiore sono ben distinti)
- Moluccella L. - Melissa (il calice è bilabiato con labbra spinescenti; il labbro superiore della corolla è ben sviluppato a forma di cappuccio)
- Nepeta L. - Gattaia (i fusti sono eretti; la corolla è priva dell'anello interno di peli; il labbro inferiore della corolla è concavo; le brattee dell'infiorescenza sono diverse dalle foglie cauline)
- Stachys L. - Betonica (le piante sono annue; la corolla è provvista dell'anello interno di peli; il labbro inferiore è privo di protuberanze)

Il genere più simile è Chaiturus (L.) Ehrh. ex Rchb., da poco separato dal genere di questa voce; si distingue soprattutto per l'assenza dell'anello interno di peli, per le foglie appena dentellate e per la corolla più piccola.

## Usi

### Farmacia
Anticamente la Cardiaca veniva usata come rimedio a palpitazioni, dolori mestruali, disturbi gastrici ed anche come cicatrizzante.
L’analisi chimica delle sostanze contenute in questa pianta rivela la presenza (0,17%) di un glucoside, di una saponina acida di un olio essenziale, di acido tannico, di resine varie, di grassi e altri acidi organici.
È possibile che il fitocomplesso della Cardiaca eserciti un’azione sedativa sul sistema nervoso centrale e vegetativo oltre che sull’apparato cardio-vascolare.
Un'altra pianta medicinale, usata soprattutto in Cina, è Leonurus sibiricus L., un'erba a ciclo biologico perenne della Siberia e della Manciuria che contiene un olio essenziale e una sostanza chimica chiamata "leonurina".

### Industria
Dalla pianta si può ricavare, mediante decotti, un colorante per tessuti di colore scuro verde-oliva.

### Cucina
I fiori sia freschi che secchi si usano come spezie aromatizzanti nelle zuppe di lenticchie o di piselli. A volte sono usati anche nella produzione della birra o per fare del tè.